# Єйська коса
Є́йська коса́ — намита піщана коса в Азовському морі, частина Єйського півострова. Центральна курортна зона міста Єйська.
Потужним ураганом, 13 березня 1914 року, частина коси була змита, її закінчення виявилося відрізаним і перетворилася на острів.